# مرة واحدة في العمر (رواية)
مرة واحدة في العمر هي إحدى روايات الروائية الأمريكية دانيال ستيل (بالإنجليزية: Once In A Lifetime)‏ وهي من الروايات الرومانسية.

## نبذة قصيرة
تدور أحداث الرواية عن كاتبة روايات مشهورة ومحبوبة لكنها لم تفصح عن حياتها الشخصية لأي كان، وتمتليء حياتها بالألم حيث فقدت زوجها وابنتها في حريق وفقد ابنها السمع للأبد في نفس الحادث وبين معاناتها لآلامها ومساعدتها لابنها للتأقلم على اعاقته لم تطلب المساعدة من أحد إلى ان تشعر بعدم قدرتها على المضي في الحياة وحدها.
.